# Golfe de Porto-Vecchio
Le golfe de Porto-Vecchio est un golfe de la mer Méditerranée qui se situe en Corse-du-Sud, en France.
Le golfe porte le nom de la ville de Porto-Vecchio.